# Gustavo Leite
Gustavo Alfredo Leite Gusinky (28 de febrero de 1962) es un empresario, político, y diplomatico paraguayo, actual embajador de Paraguay en los Estados Unidos. Anteriormente fue senador nacional (por el Partido Colorado) de 2023 a 2025 y ministro de Industria y Comercio, de 2013 a 2018, bajo el gobierno de Horacio Cartes.

## Biografía

### Vida personal y familiar
Nació el 28 de febrero de 1962. Está casado con Paola Serrati.

### Educación
Estudió Administración de Empresas en la Universidad de California en Irvine y en la Universidad Chapman, graduándose en 1985. En 1986 obtuvo una maestría en Comercialización Internacional de la Universidad de Strathclyde.

## Trayectoria política
Se afilió al Partido Colorado en 1981.
Fue ministro-secretario ejecutivo de Planificación durante el gobierno de Raúl Cubas, abandonando el cargo el 4 de abril de 1999 debido al marzo paraguayo.

### Ministro de Industria y Comercio (2013-2018)
El 15 de agosto de 2013 asumió como Ministro de Industria y Comercio del Paraguay en el gabinete del presidente Horacio Cartes. En 2018, Leite fue acusado de solicitar y recibir un soborno de $500.000, a cambio de permitir la exportación de la carne del Frigorífico Concepción. Se mantuvo en el cargo durante toda la presidencia de Cartes, fue sucedido por Liz Cramer el 15 de agosto de 2018.

### Senador nacional (2023-2025)
En las elecciones generales de 2023 fue electo senador nacional, cargo que asumió el 30 de junio de ese año.

### Embajador de Paraguay en los Estados Unidos (2025-)
En julio de 2025, el presidente Santiago Peña anunció su intención de nominar a Leite como embajador de Paraguay en los EE. UU.. En ese mismo mes, el Senado paraguayo aprobó con 32 votos a favor la designación de Leite. Leite juro como embajador ante Peña a finales de dicho mes.